# Llista de cràters de (253) Mathilde
En aquest article només es mostra els noms oficials aprovats per la Unió Astronòmica Internacional (UAI).
Aquesta és una llista de cràters amb nom de (253) Mathilde, un asteroide situat en el cinturó d'asteroides, que va ser descobert el 1885 per Johann Palisa (1848-1925). Tots els cràters han estat identificats durant la missió de la sonda espacial NEAR Shoemaker, l'única que ha arribat fins ara a (253) Mathilde.
El 2019, els 23 cràters amb nom de Mathilde representaven el 0,42% dels 5475 cràters amb nom del Sistema Solar. Altres cossos amb cràters amb nom són Amaltea (2), Ariel (17), Cal·listo (142), Caront (6), Ceres (115), Dàctil (2), Deimos (2), Dione (73), Encèlad (53), Epimeteu (2), Eros (37), Europa (41), Febe (24), Fobos (17), Ganímedes (132), Gaspra (31), Hiperió (4), Itokawa (10), Janus (4), Japet (58), Lluna (1624), Lutècia (19), Mart (1124), Mercuri (402), Mimas (35), Miranda (7), Oberó (9), Plutó (5), Proteu (1), Puck (3), Rea (128), Šteins (23), Tebe (1), Terra (190), Tetis (50), Tità (11), Titània (15), Tritó (9), Umbriel (13), Venus (900), i Vesta (90).

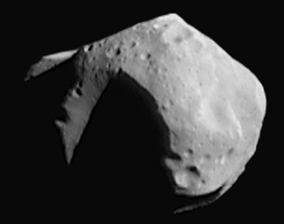
Imatge de Mathilde
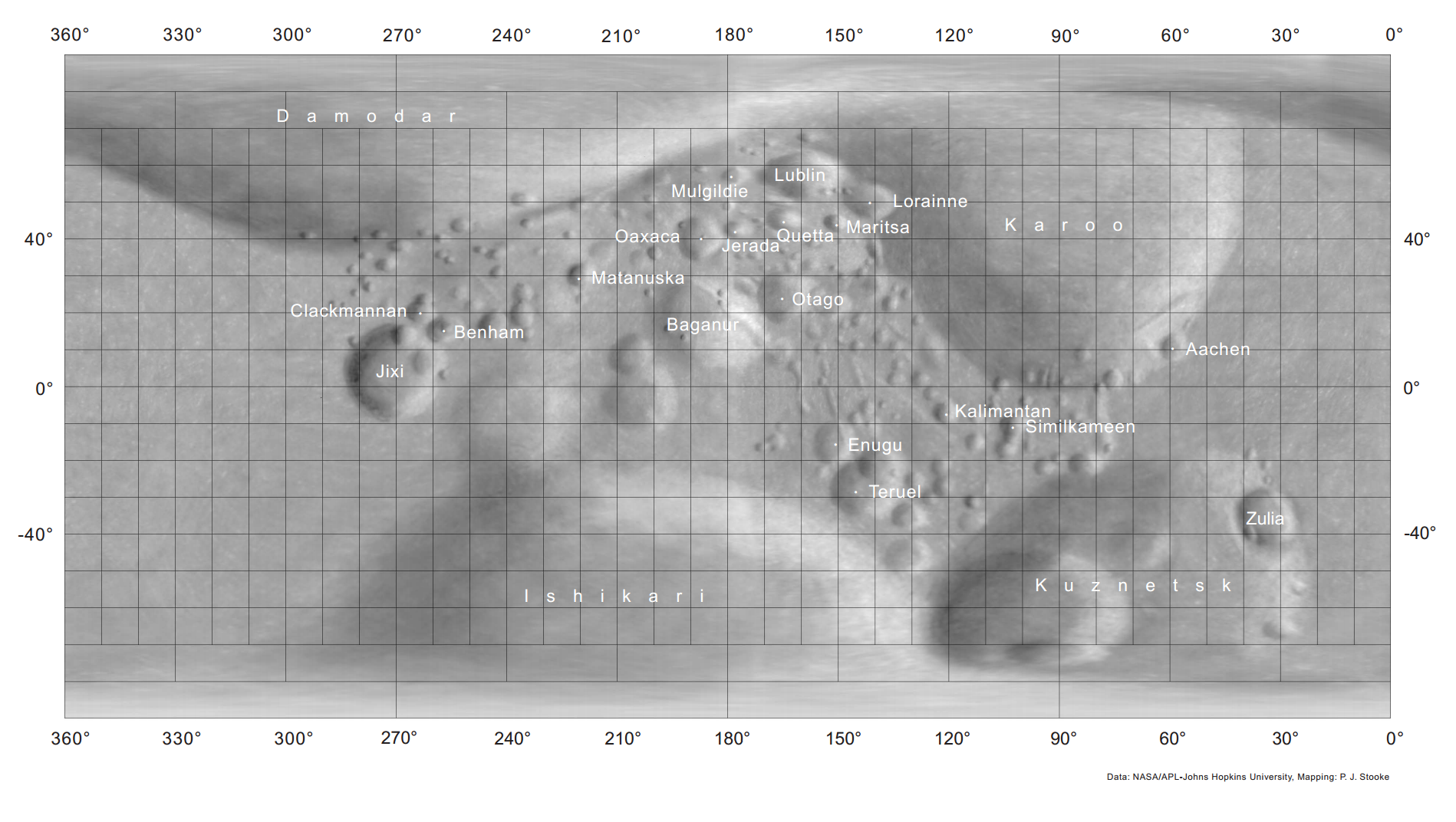
Mapa topogràfic de (253) Mathilde

## Llista
Com que (253) Mathilde és un cos fosc i amb un alt contingut de carboni, tots els seus cràters han rebut el nom de famoses conques carboníferes d'arreu del món.
| Cràter      | Coordenades                            | Diàmetre (km) | Epònim                                                  | Ref.  |
| ----------- | -------------------------------------- | ------------- | ------------------------------------------------------- | ----- |
| Aachen      | 9° 12′ N, 60° 54′ O / 9.2°N,60.9°O     | 4,80          | Aquisgrà - conca de carbó d'Alemanya.                   | WGPSN |
| Baganur     | 14° 36′ N, 191° 36′ O / 14.6°N,191.6°O | 16,40         | Baganur - conca de carbó de Mongòlia.                   | WGPSN |
| Benham      | 19° 00′ N, 247° 12′ O / 19°N,247.2°O   | 2,20          | Benham - conca de carbó dels Estats Units d'Amèrica.    | WGPSN |
| Clackmannan | 18° 54′ N, 260° 48′ O / 18.9°N,260.8°O | 2,80          | Clackmannan - conca de carbó d'Escòcia.                 | WGPSN |
| Damodar     | 73° 00′ N, 263° 48′ O / 73°N,263.8°O   | 28,70         | Damodar - conca de carbó de l'Índia.                    | WGPSN |
| Enugu       | 15° 18′ S, 151° 36′ O / 15.3°S,151.6°O | 5,90          | Enugu - conca de carbó de Nigèria.                      | WGPSN |
| Ishikari    | 66° 12′ S, 186° 54′ O / 66.2°S,186.9°O | 29,30         | Ishikari - conca de carbó del Japó.                     | WGPSN |
| Jerada      | 42° 06′ N, 177° 18′ O / 42.1°N,177.3°O | 2,50          | Jerada - conca de carbó del Marroc.                     | WGPSN |
| Jixi        | 12° 18′ S, 256° 30′ O / 12.3°S,256.5°O | 19,90         | Jixi - conca de carbó de la Xina.                       | WGPSN |
| Kalimantan  | 7° 42′ S, 123° 42′ O / 7.7°S,123.7°O   | 2,70          | Kalimantan - conca de carbó d'Indonèsia.                | WGPSN |
| Karoo       | 33° 30′ N, 98° 24′ O / 33.5°N,98.4°O   | 33,40         | Karoo - conca de carbó de Sud-àfrica.                   | WGPSN |
| Kuznetsk    | 45° 54′ S, 88° 54′ O / 45.9°S,88.9°O   | 28,50         | Kuznetsk - conca de carbó de Rússia.                    | WGPSN |
| Lorraine    | 48° 06′ N, 142° 30′ O / 48.1°N,142.5°O | 4,10          | Lorena - conca de carbó de França.                      | WGPSN |
| Lublin      | 55° 18′ N, 156° 48′ O / 55.3°N,156.8°O | 6,50          | Lublin - conca de carbó de Polònia.                     | WGPSN |
| Maritsa     | 44° 36′ N, 151° 30′ O / 44.6°N,151.5°O | 2,40          | Maritsa - conca de carbó de Bulgària.                   | WGPSN |
| Matanuska   | 27° 18′ N, 217° 18′ O / 27.3°N,217.3°O | 2,90          | Matanuska - conca de carbó dels Estats Units d'Amèrica. | WGPSN |
| Mulgildie   | 57° 42′ N, 176° 06′ O / 57.7°N,176.1°O | 2,50          | Mulgildie - conca de carbó d'Austràlia.                 | WGPSN |
| Oaxaca      | 38° 42′ N, 186° 18′ O / 38.7°N,186.3°O | 5,20          | Oaxaca - conca de carbó de Mèxic.                       | WGPSN |
| Otago       | 23° 42′ N, 164° 30′ O / 23.7°N,164.5°O | 7,90          | Otago - conca de carbó de Nova Zelanda.                 | WGPSN |
| Quetta      | 45° 36′ N, 165° 30′ O / 45.6°N,165.5°O | 3,20          | Quetta - conca de carbó del Pakistan.                   | WGPSN |
| Similkameen | 13° 30′ S, 104° 42′ O / 13.5°S,104.7°O | 3,40          | Similkameen - conca de carbó del Canadà.                | WGPSN |
| Teruel      | 28° 06′ S, 142° 42′ O / 28.1°S,142.7°O | 7,60          | Terol - conca de carbó d'Espanya.                       | WGPSN |
| Zulia       | 39° 30′ S, 30° 54′ O / 39.5°S,30.9°O   | 12,30         | Zulia - conca de carbó de Veneçuela.                    | WGPSN |